# 2674 Pandarus
A 2674 Pandarus (ideiglenes jelöléssel 1982 BC3) egy kisbolygó a Naprendszerben. Oak Ridge Observatory fedezte fel 1982. január 27-én. A Jupiter pályáján keringő Trójai csoport tagja.